# Allium platakisii
Allium platakisii — вид рослин з родини амарилісових (Amaryllidaceae); ендемік Греції. Вид названий на честь критського натураліста, професора Платакіса (англ. E. Platakis).

## Опис
Багаторічник. Цибулина довгасто-яйцювата, ≈ 3 × 1.8 см. Стеблина одинарна, ≈ 30 см заввишки, прямостійна. Листків 4–6, гладкі, зверху жолобчасті, лінійні, не перевищують стебло, 2.5–5 мм ушир. Суцвіття 25–35-квіткове. Листочки оцвітини довгасті, 6–7 мм завдовжки і 2–2.3 мм завширшки, білі з пурпурною серединною жилкою. Пиляки жовті. Коробочки трикутні, ≈ 5 × 4 мм. 2n = 2x = 16.
Період цвітіння: вересень, жовтень.

## Поширення
Ендемік Греції. Знайдений на скелястих узбережжях острівця Понтіконісі, на північний захід від Криту.